# Shashmaqam
Shashmaqam és un gènere musical de l'Àsia central, típic del Tadjikistan i l'Uzbekistan, que pot haver-se desenvolupat a la ciutat de Bukharà. Shashmaqam significa "els sis maqams" (modes musicals) en llengua persa.
És un tipus de música refinada, amb lletres que deriven de poemes sufí sobre l'amor diví. Els instruments proveeixen un acompanyament auster a les veus. Consisteixen, en la majoria dels concerts, d'un parell de llaüts de coll llarg; dayereh, un tambor de marc que és similar a una pandereta; i el sato, o tanbur arquejat, que s'assembla una mica a un contrabaix.

## Història
Durant la primera meitat del segle xx a l'Uzbekistan, Abdul Rauf Fitrad, membre de la Jadid (moviment islàmic reformista en l'Imperi Rus), estava interessat en aquest gènere musical, música tradicional a la Cort. El 1927, va escriure un llibre anomenat Ozbek Klasik Muzikasi va uning Tarikhi ("Música clàssica uzbeka i la seva història"), en el qual va presentar al shashmaqam com una gran tradició musical entre el poble uzbek. Durant els anys 1930, durant el règim de Ióssif Stalin, el shashmaqam era vist com un eco de la classe feudal governant i el tipus de música que promou el progrés cultural mitjançant l'adopció de l'harmonia a l'estil europeu. Finalment, el 1951, un decret del president de la Unió de Compositors de l'Uzbekistan, va suprimir el maqam i el desenvolupament d'aquesta pràctica musical.
A mitjans de la dècada de 1950, el maqam va començar a tenir una rehabilitació ideològica. El Tadjikistan, que havia estat una regió autònoma de l'Uzbekistan des dels anys 1920, finalment es va convertir en república. Els líders tadjiks van decidir que el shashmaqam havia de formar part de la seva gran tradició cultural. Llavors es va dividir en dos: el shashmaqam tadjik publicat a Duixanbe, i l'uzbek publicat a Taixkent. Els llibres de Tadjikistan no fan esment al shashmaqam uzbek, i viceversa.
Durant la dècada de 1980, aquesta divisió artificial va començar a canviar, donant-se intercanvis entre els dos països. Això ha continuat fins al present, però una onada de nacionalisme a l'Uzbekistan pot canviar això: cantants de ràdio en Bukharà, una ciutat bilingüe en uzbek i tadjik, estan fent servir només textos uzbeks en els seus radiodifusions d'aquesta música.
Aquest estil musical va ser difós a Occident, particularment als Estats Units, pels jueus de Bukharà de l'Àsia Central, ja que molts d'ells eren reeixits intèrprets de shashmaqam. Una de les més reconegudes cantants d'aquest gènere va ser la tadjik Shoista Mullojonova, morta al 2010.
Aquest gènere musical va ser proclamat el 2003 i inscrit en el 2008 en el llistat de la UNESCO d'Obres Mestres del Patrimoni Oral i Intangible de la Humanitat, com a obra multinacional.